# Lagonosticta nigricollis
Lagonosticta nigricollis, "grå amarant", är en fågelart i familjen astrilder inom ordningen tättingar. Den betraktas oftast som en underart av maskamarant (Lagonosticta larvata), men urskiljs sedan 2016 som egen art av Birdlife International och IUCN.
Fågeln förekommer från centrala och södra Mali till Sudan och Uganda. Den kategoriseras av IUCN som livskraftig.